# Хунта (Юйси)
Хунта́ (кит. упр. 红塔, пиньинь Hóngtǎ, буквально: «красная пагода») — район городского подчинения городского округа Юйси провинции Юньнань (КНР).

## История
После завоевания Дали монголами и вхождения этих мест в состав империи Юань в 1275 году здесь была создана Синьсинская область (新兴州), подчинённая сначала Чжунлускому региону (中路), а с 1279 года — Чэнцзянскому региону (澂江路). Во времена империй Мин и Цин область подчинялась Чэнцзянской управе (澂江府). После Синьхайской революции в Китае была проведена реформа структуры административного деления, в результате которой области были упразднены, и потому в 1913 году Синьсинская область была преобразована в уезд Синьсин (新兴县). Так как оказалось, что в провинции Гуандун имеется уезд с точно таким же названием, в 1914 году уезд Синьсин был переименован в Сюна (休纳县), а в 1916 году получил название Юйси (玉溪县).
После вхождения провинции Юньнань в состав КНР в 1950 году был образован Специальный район Юйси (玉溪专区), и уезд вошёл в его состав. В 1960 году к уезду Юйси был присоединён уезд Цзянчуань, но в 1962 году он был воссоздан. В 1970 году Специальный район Юйси был переименован в Округ Юйси (玉溪地区).
В 1983 году уезд Юйси был преобразован в городской уезд Юйси (玉溪市).
Постановлением Госсовета КНР от 13 декабря 1997 года были расформированы округ Юйси и городской уезд Юйси, и образован городской округ Юйси; территория бывшего городского уезда Юйси стала районом Хунта в его составе.

## Административное деление
Район делится на 9 уличных комитетов и 2 национальные волости.